# 나구라 다쿠미
나구라 다쿠미(일본어: 名倉 巧, 1998년 6월 3일~)는 일본의 축구 선수이다.

## 구단 경력
그는 2017년 J3리그의 FC 류큐에 입단했다. 2018년 J1리그의 V-파렌 나가사키로 이적했다. 2018년후 J2리그에 강등했다. 2022년 베갈타 센다이로 임대 이적했다. 2023년 V-파렌 나가사키로 복귀했다.